# Přírodní uran
Přírodním uranem je nazývána přesně specifikovaná sloučenina tří izotopů Uranu, které se dají nalézt v přírodě. Vyskytuje se ve velmi malém množství přibližně 2,27 ppm a je k nalezení jen v podobě uranové rudy.

## Historie
Stejně jako ostatní prvky s vyšším atomovým číslem než železo, tak i Uran se vytvořil v supernovách. Hlavními izotopy uranu byly 235U, 238U a také 236U, který se díky krátkému poločasu rozpadu již v dávné minulosti kompletně přeměnil na Thorium 232Th. Při vzniku planety Země byla koncentrace izotopu 235U okolo 3 % oproti dnešním 0,711 %. Počáteční vyšší koncentrace izotopu 235U tak umožňovala při vhodných podmínkách spustit štěpnou řetězovou reakci. Tímto způsobem také vznikl jeden z mála přírodních jaderných reaktorů, který se nacházel v africkém Gabonu, v uranovém nalezišti Oklo. Dnes již žádný přírodní reaktor neexistuje.

## Výskyt

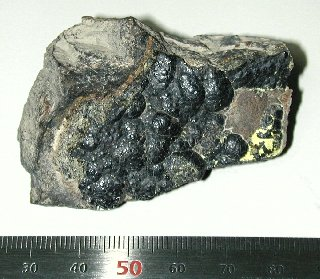
Uraninit

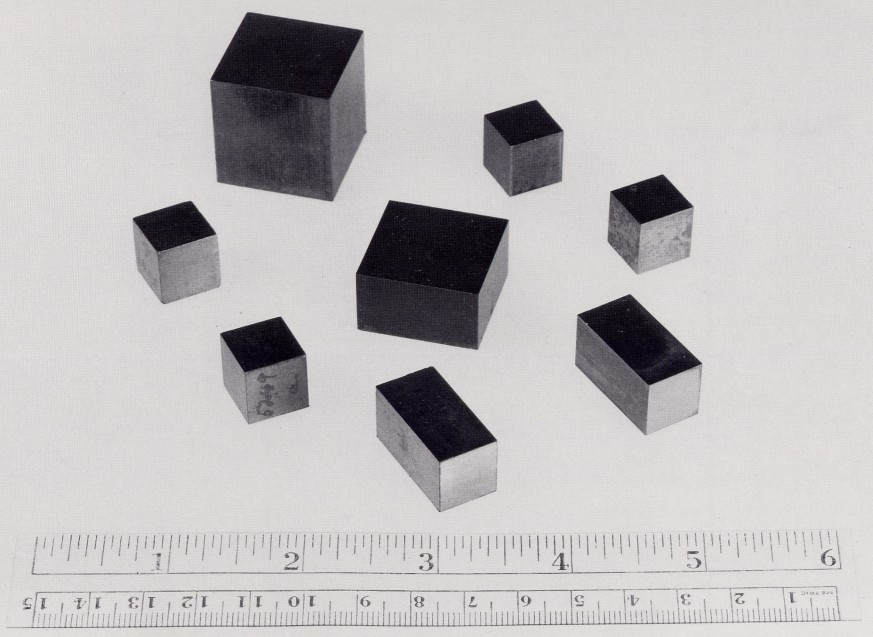
Krychličky čistého uranu vyrobené v projektu Manhattan

Celkový výskyt uranu v přírodě vyjadřují tři izotopy v poměru: 0,005 % 234U, 0,711 % 235U a 99,284 % 238U. Nejvíce aktivní je izotop 235U. Uran v rudě vytváří dvou, až šesti prvkové formace, např. v Čechách v Jáchymovské oblasti se nachází pěti prvková formace, kde je v uranové rudě ještě kobalt, stříbro, nikl a bismut. Ale v různých uranových rudách se objevují různé kovy, včetně alkalických kovů a kovů alkalických zemin. Nejdůležitějšími rudami jsou uraninit (smolinec) UO2, coffinit USiO4, karnotit K2(UO2)(VO4)2.3H2O, torbernit Cu(UO2)(PO4)2.8H2O, brannerit UTiO2, autunit Ca(UO2)2(PO4)2 * 10-12H2O, davidit (La,Ce)(Y,U,Fe)(Ti,Fe)20(O,OH)38, uranofan Ca(UO2)2[SiO3(OH)]2*5H2O, ningyoit (U,Ca)2(PO4)2*1-2H2O a řada dalších minerálů, např. tujamunit Ca(UO2)2V2O8*5-8H2O nebo organoidy antraxolit a thucholit. Nejvyšší obsah uranu ze všech nerostů (88,15 % U) má uraninit, celkem bylo mineralogicky popsáno přibližně 250 minerálů s obsahem uranu.

## Využití v energetice
V energetice se přírodního uranu jako jaderného paliva využívalo u některých typů grafitových reaktorů (Magnox, RBMK) a u těžkovodního raktoru CANDU. Pro ostatní typy reaktorů se musí používat obohacený uran.

## Rozpadové řady

Grafické znázornění čtyř základních rozpadových řad

Na Zemi jsou známy čtyři základní rozpadové řady, které jsou pojmenované podle počátečního izotopu:
- Uran-radiová, začínající uranem 238U a končící olovem 206Pb
- Uran-aktiniová, začínající uranem 235U a končící olovem 207Pb
- Thoriová, začínající thoriem 232Th a končící olovem 208Pb
- Neptuniová, začínající neptuniem 237Np a končící thalliem 205Tl

Po objevení těžších izotopů prvků je možné základní řady rozšířit o jiné počáteční prvky, např. thoriová řada může začínat kaliforniem 252Cf.